# Building 45 East 66th Street
 (mars 2025).
Le Building du 45 East 66th Street est un édifice d'appartements historique édifié entre 1906 et 1908 et situé à Manhattan à New York, inscrit sur le Registre National des lieux Historiques depuis le 6 mai 1980. 